# 依达拉奉
依达拉奉（英语：Edaravone，商品名：Radicut）是由日本田边三菱制药研发、生产和销售的一种抗氧化药物，用于清除自由基以治疗缺血性脑卒中等心脑血管疾病。依达拉奉于2001年4月在日本上市,2015年依达拉奉的年销售额为1.69亿美元。

## 研发历史
早在1984年，具有酮-烯醇式同分异构体的酚类化合物的抗氧化活性就已经被自由基清除实验和脂过氧化物抑制等体外实验所证实。针对酮-烯醇式的化合物设计成为了依达拉奉的设计初衷。动物模型和人体试验结果已经证实，依达拉奉可以有效防止缺血性脑卒中和再灌注损失后造成的脑水肿。